# Protestantse kerk (Sankt Goarshausen)
De Protestantse kerk (Duits: Evangelische Kirche) van Sankt Goarshausen werd in de 19e eeuw gebouwd en vormt sinds 2002 onderdeel van het UNESCO werelderfgoed Midden-Rijndal.

## Geschiedenis
In verband met de aanleg van de spoorweg moest de oude protestantse kerk in 1857 worden gesloopt. Hiervoor kreeg de kerk van de hertogelijke landsregering een schadeloosstelling ter hoogte van 27.000 gulden. Daarmee zou de door Eduard Zais (1804-1895) geplande nieuwbouw worden bekostigd.
De eerste steen van de oorspronkelijk neogotische nieuwbouw volgde op 25 april 1861, de inwijding op 2 juli 1863. De totale bouwkosten bedroegen circa 40.000 gulden. De architect realiseerde een kerk met een rijk uitgevoerde gevel met pinakels, een spitse toren en een fraai cassettenplafond in een verder weinig opzichtig interieur.
Na de oorlogsschade in de Tweede Wereldoorlog werd het kerkgebouw in sterk vereenvoudigde vorm hersteld. De toren werd minder hoog en in plaats van de spits kreeg de toren een schilddak. De gevel van de kerk kreeg een sobere vorm en de koorruimte werd gewijzigd. 
Het gebouw is tegenwoordig een monument van regionaal belang.

## Orgel
Het orgel werd in 1863 door de orgelbouwer Christian Friedrich Voigt uit Igstadt bij Wiesbaden gebouwd. Het sleepladen-instrument werd herhaaldelijk veranderd, met name in de jaren 1957-1974. In 2006 bracht orgelbouwer Rainer Müller uit Merxheim het orgel terug in de oorspronkelijke toestand. Het instrument bezit 18 registers verdeeld over twee manualen en pedaal. De speel- en registertracturen zijn mechanisch. Het instrument is ongeveer een halve toon hoger dan gebruikelijk (440 hz) geïntoneerd.     

## Afbeeldingen

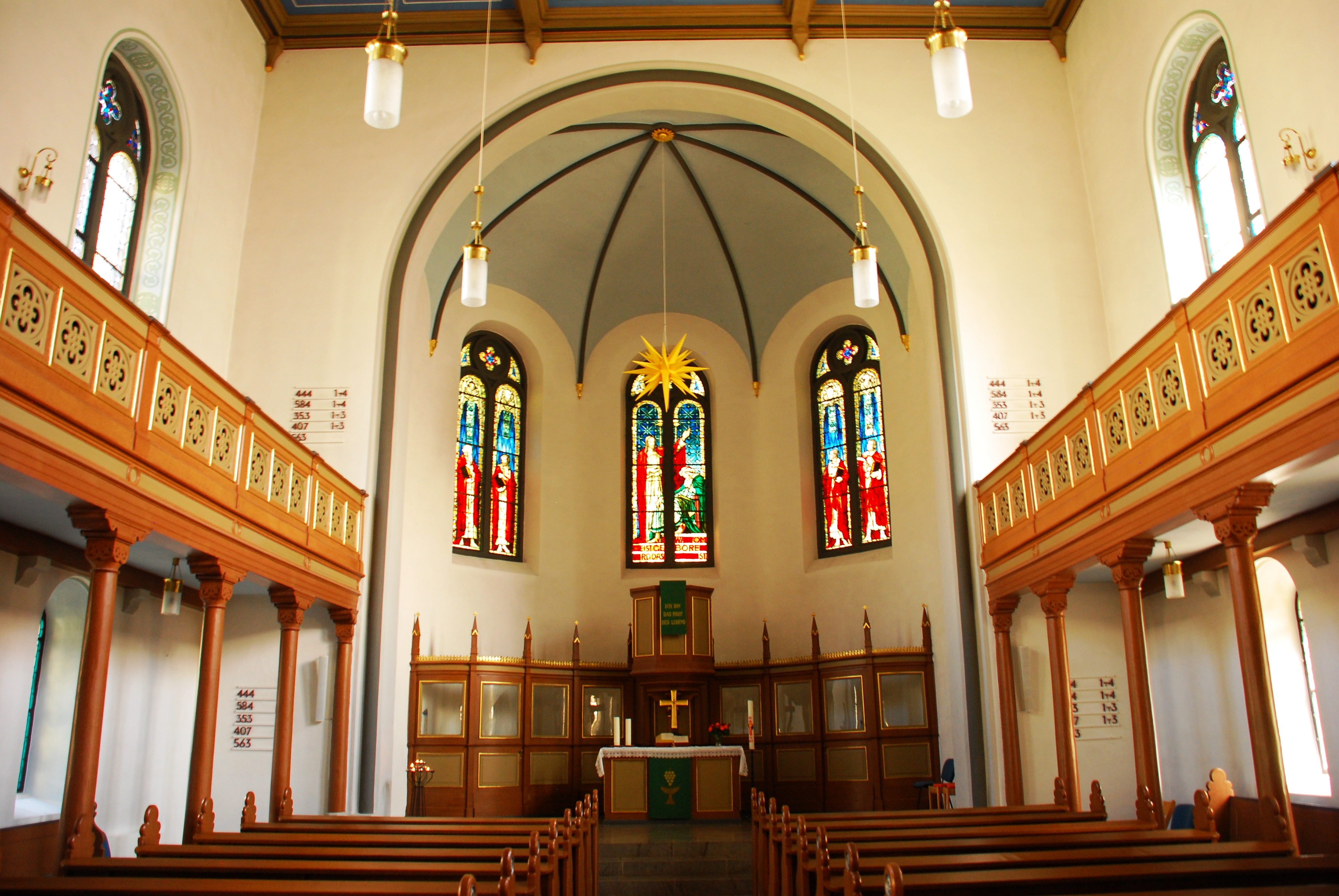
Interieur naar het koor toe
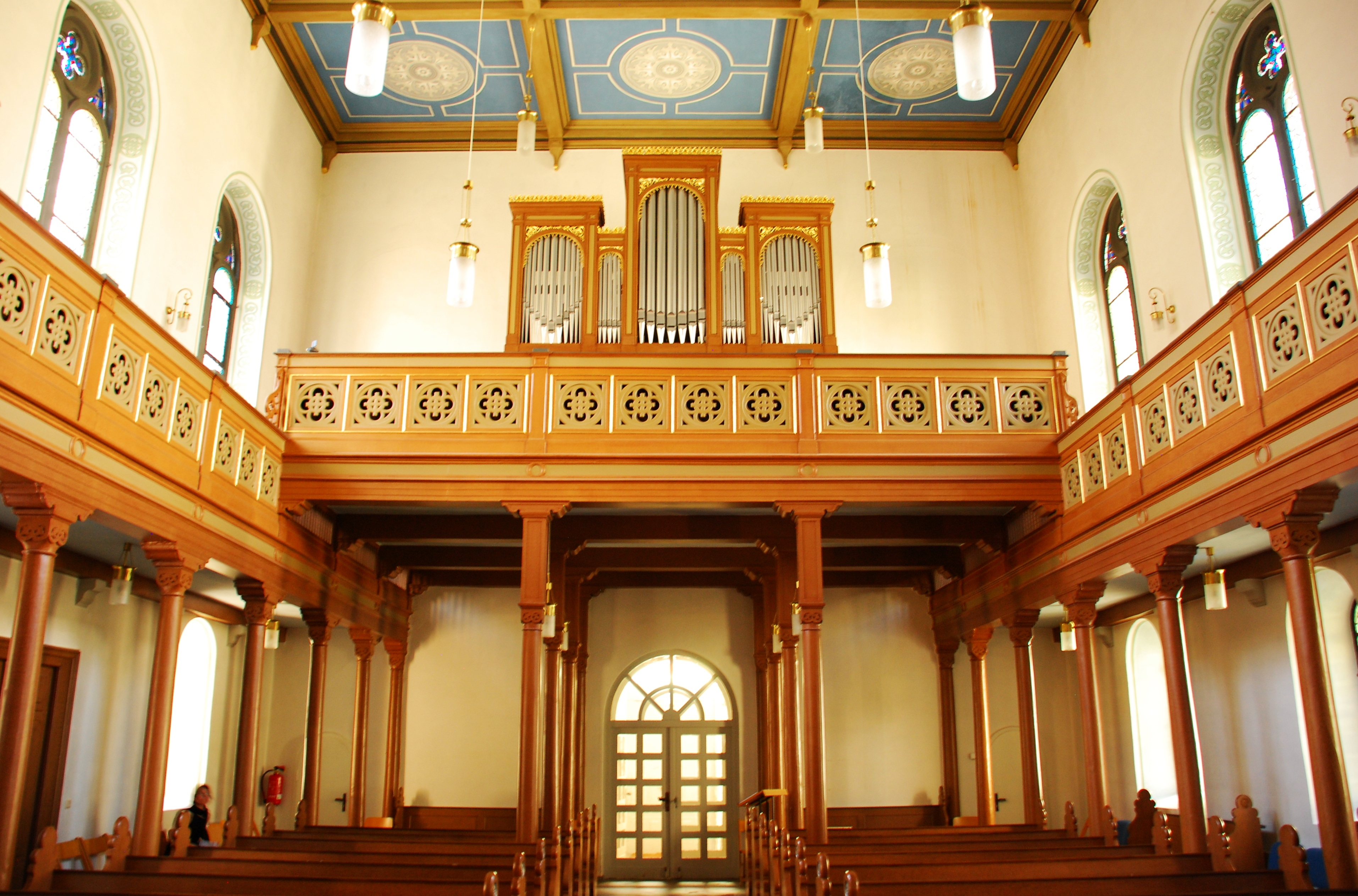
Orgelgalerij
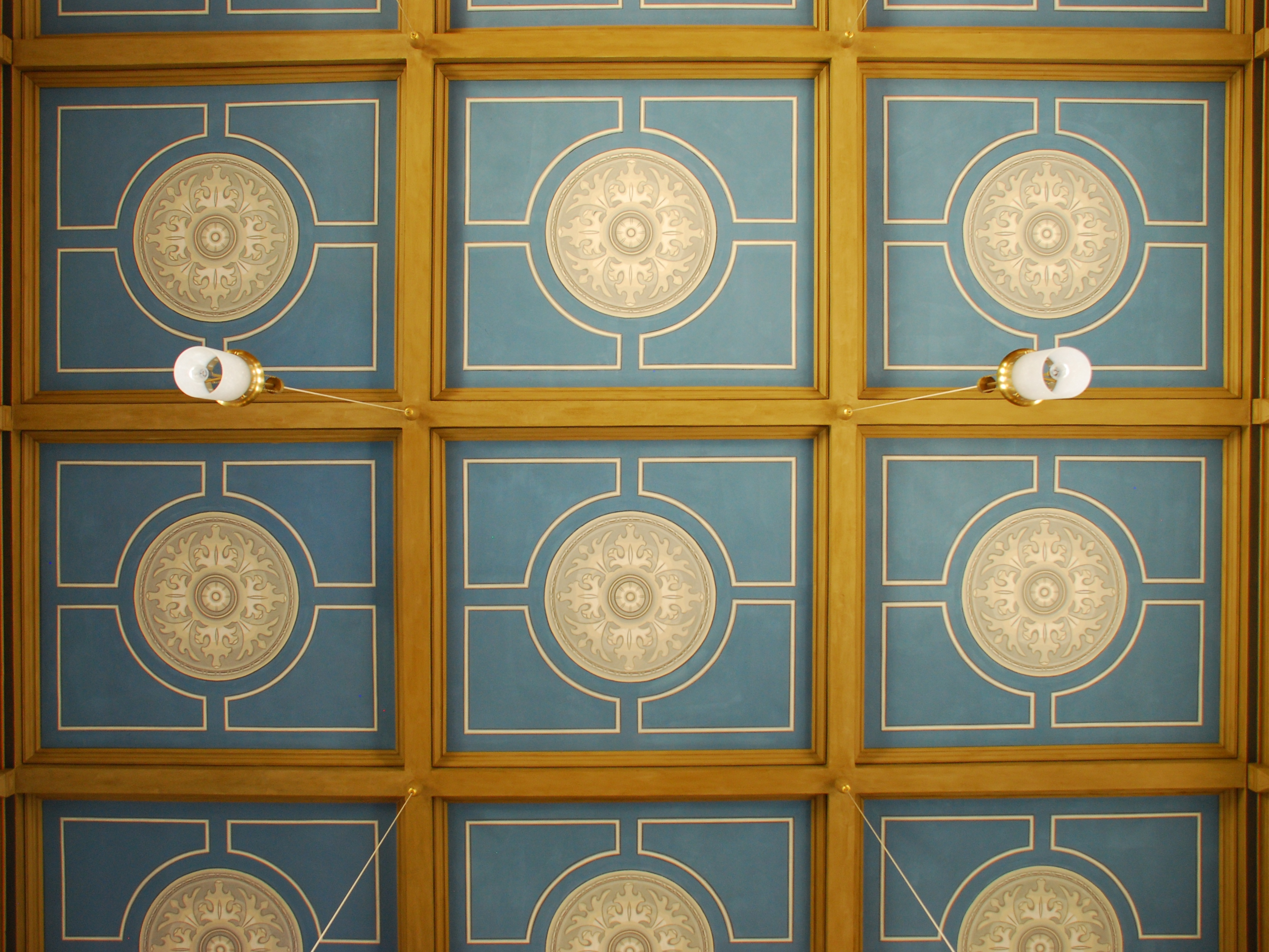
Cassettenplafond